# Кулаково (Ленинградская область)
Кулако́во — деревня в Хваловском сельском поселении Волховского района Ленинградской области.

## История
На карте Санкт-Петербургской губернии Ф. Ф. Шуберта 1834 года упоминается деревня Кулакова.

КУЛАКОВО — деревня принадлежит статскому советнику Петрашевскому, число жителей по ревизии: 22 м. п., 22 ж. п. (1838 год)

На карте Ф. Ф. Шуберта 1844 года отмечена деревня Кулакова.

КУЛАКОВА — деревня наследников Петрашевских, по почтовому тракту, число дворов — 8, число душ — 17 м. п. (1856 год)

КУЛАКОВО — деревня владельческая при реке Сяси, число дворов — 9, число жителей: 17 м. п., 17 ж. п. (1862 год)

В 1883—1884 годах временнообязанные крестьяне деревни выкупили свои земельные наделы у Е. В. Верховской и стали собственниками земли.

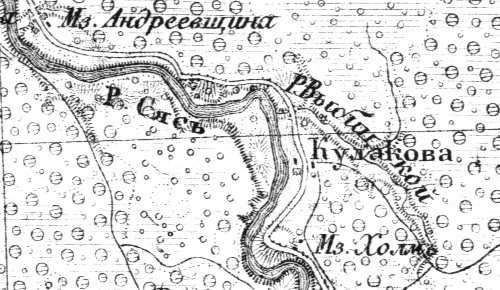
Деревня Кулаково на карте 1872 года

Сборник Центрального статистического комитета описывал её так:

КУЛАКОВА — деревня бывшая владельческая при реке Сяси, дворов — 12, жителей — 45; лавка. (1885 год)

Согласно епархиальным сведениям 1899 года деревня относилась к приходу церкви Святой Троицы (ранее Казанская (Николаевская)) Никольско-Сясьского погоста в селе Хвалово.
В конце XIX — начале XX века деревня административно относилась к Хваловской волости 2-го стана Новоладожского уезда Санкт-Петербургской губернии.
По данным «Памятной книжки Санкт-Петербургской губернии» за 1905 год деревня Кулаково входила в Рябовское сельское общество.
По данным 1933 года деревня Кулаково входила в состав Наволоцкого сельсовета Волховского района.
По данным 1966, 1973 и 1990 годов деревня Кулаково входила в состав Хваловского сельсовета.
В 1997 году в деревне Кулаково Хваловской волости проживали 27 человек, в 2002 году — 51 человек (русские — 94 %).
В 2007 году в деревне Кулаково Хваловского СП — 30 человек.

## География
Деревня расположена в юго-восточной части района на автодороге А114 (Вологда — Новая Ладога).
Расстояние до административного центра поселения — 7 км.
Расстояние до ближайшей железнодорожной станции Колчаново — 10 км.
Деревня находится на правом берегу реки Сясь.

## Демография
| 1838 | 1862 | 1885 | 1997 | 2007 | 2010 | 2017 |
| ---- | ---- | ---- | ---- | ---- | ---- | ---- |
| 44   | ↘34  | ↗45  | ↘27  | ↗30  | ↗47  | ↘29  |

### Национальный состав
Согласно данным Всероссийской переписи населения 2021 года в деревне проживали 25 человек, из них русские — 24, белорусы — 1 человек.